# واندر وومن (فیلم ۲۰۰۹)
زن شگفت‌انگیز (به انگلیسی: Wonder Woman) یک انیمیشن ویدئویی در ژانر ابرقهرمانی به کارگردانی لورن مونتگومری و نویسندگی گیل سیمون است که بر اساس شخصیت ابرقهرمان زن شگفت‌انگیز ساخته شده است و در سال ۲۰۰۹ منتشر شد.

## داستان
زن شگفت انگیز دختریست از جزیره تمیسکیرا به نام پرنسس دایانا که روزی خلبانی به نام استیو ترور هواپیمایش خراب شده و به صورت اتفاقی وارد جزیره می‌شود و پس از آشنایی دایانا با او در نقش زن شگفت‌انگیز به دنیای خارج می‌رود تا آرس، خدای جنگ را متوقف کند....
دایانا در نقش زن شگفت‌انگیز می‌باشد و مادر او هیپولیتا ملکه تمیسکیرا است. استیو ترور، خلبان امریکایی که با خراب شدن هواپیمایش به صورت اتفاقی وارد تمیسکیرا می‌شود. هیپولیتا، ملکه آمازون‌ها که زنان جنگجو تمیسکیرا می‌باشند. آرتمیس، فرمانده سپاه آمازون‌ها که ابتدا او متوجه حضور استیو در جزیره شد. آرس، خدای جنگ که از تمیسکیرا فرار کرده و به دنیای انسان‌ها وارد شده. پرسفونه، یکی از آمازون‌ها که به فراری دادن آرس کمک نمود.

## بازیگران
- کری راسل در نقش پرنسس دایانا / واندر وومن
- ناتان فیلیون در نقش استیو ترور
- آلفرد مولینا در نقش آرس
- رزاریو داوسون در نقش آرتمیس
- مارگ هلگنبرگر در نقش هرا
- ویرجینیا مادسن در نقش هیپولیتا
- اولیور پلات در نقش هادس
- جان دیماجیو در نقش دیموس
- دیوید مک‌کالوم در نقش زئوس
- تارا استرانگ در نقش اسکسا
- ویکی لوئیس در نقش پرسفونه
- بروس تیم در نقش حمله کننده